# Totoro – A varázserdő titka
A Totoro – A varázserdő titka (となりのトトロ; Tonari no Totoro; angol cím: My Neighbor Totoro) 1988-ban bemutatott japán animációs fantasy film, Mijazaki Hajao írásában és rendezésében és a Studio Ghibli gyártásában.
A film egy professzor két fiatal lányáról szól, akik kapcsolatba kerülnek az erdő egyik szellemével a háború utáni Japánban. A film főszereplőit Hidaka Noriko, Szakamoto Csika és Takagi Hitosi szeijúk szólaltatják meg.
A Totoro – A varázserdő titka 1988. április 16-án került a mozikba Japánban. Az Egyesült Államokban a Tokuma Japan Communications adta ki először 1993-ban, majd 2006-ban a Disney egy újraszinkronizált változatban jelentette meg.
A film 1988-ban elnyerte az Animage Anime Grand Prix díját és a Mainichi Film Awardot a „legjobb film” kategóriában.
Magyarországon a Best Hollywood adta ki 2007-ben és az M2, az M1 és a Digi Film televíziócsatorna is műsorára tűzte.

## Cselekmény

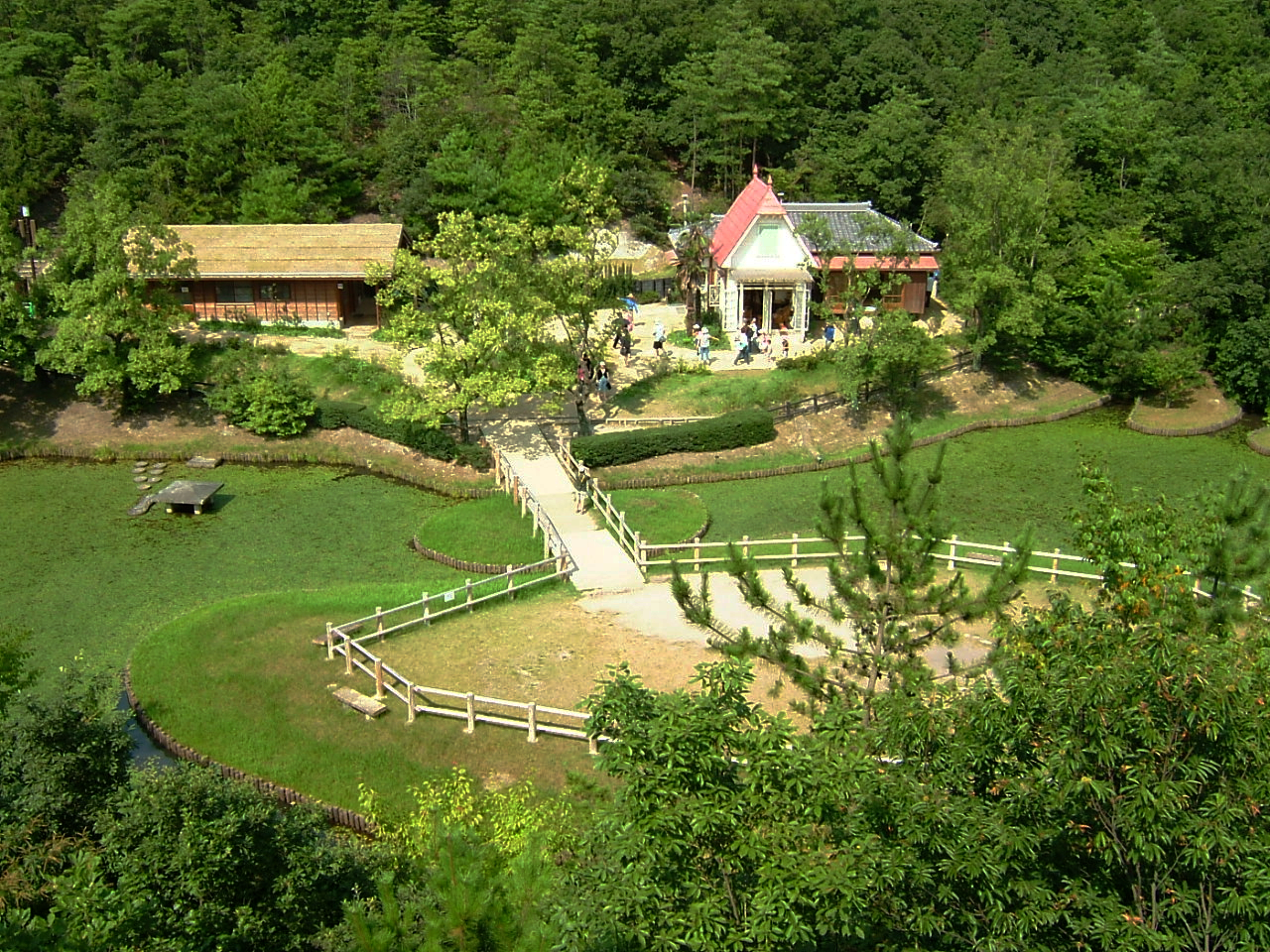
Szacuki és Mei háza (:ja:サツキとメイの家) az Expo 2005-ön

Japánban járunk 1958-ban, a Kuszakabe család feje, Kuszakabe Tacuo régészprofesszor és két lánya, Szacuki és Mei egy régi vidéki házba költöznek Japán egyik községében, hogy közelebb legyenek Kuszakabe Jaszukóhoz, az anyához, aki a közeli kórházban épül fel betegségéből. Első látásra a vén, roskadozó ház nem tartalmaz számunkra annyi izgalmat, de a gyermekek örömteli felfedező útja során apró, fekete lényeket vesznek észre, amik elbújnak előlük. A koromgolyócskák (ススワタリ; szuszuvatari; Hepburn: susuwatari) kis varázslények, amik elhagyatott házakban telepednek meg, és a megfelelő gazda érkezése után elhagyják az otthont.
Egy nap Mei két nyúlfül-szerű valamit pillant meg a fűben és követni kezdi őket. A két varázslény egy csibi (törpe) és egy csu (közepes) totoró, akik egy vadrózsáson keresztül egy kámforfán lévő nagy lyukba szaladnak, ahova Mei követi őket. Itt találkozik és összebarátkozik egy ó (hatalmas) totoróval, aki üvöltések sorozatával mondja el nevét, amelyet Mei „Totoró”-nak azonosít (az eredeti változatban ez a „troll” (óriás) szó elferdítéséből származik). Mei a nagy totorón álomba szenderül, de mikor Szacuki rátalál, egy sűrű vadrózsával körülvett kis tisztáson találja magát. Többszöri kísérlete ellenére sem tudja megmutatni a családnak Totoro fáját, de apja megvigasztalja, hogy ő az erdő védőszelleme és meg fogja mutatni magát, ha úgy akarja.
Egy esős éjjelen a lányok apjuk buszára várnak a megállóban és aggódni kezdenek, hogy miért nem jött azzal a busszal, amelyre számítottak. Miközben várakoznak, Mei elalszik Szacuki hátán és hirtelen megjelenik mellettük Totoro, így elsőként Szacuki is láthatja őt. Az eső ellen Totoro csak egy levéllel a fején védekezik, ezért Szacuki egy esernyőt ad neki, ő pedig cserébe egy apró csomagot ad, amiben makkok vannak. Egy buszra emlékeztető formájú óriási macska, Cicabusz érkezik, mellyel Totoro elmegy. Röviddel ezután az apa is megérkezik.

Szacuki (jobbra), Mei (balra) és a Cicabusz (hátul)

A lányok elültetik a magokat. Néhány nappal később egy éjszaka felébrednek és látják, amint Totoro és két kisebb társa szertartásos táncot kezdenek járni az elültetett magok körül. Csatlakoznak hozzájuk és a kikelő magvakból egyetlen hatalmas fa nő ki. Totoro egy mágikus repülő pörgettyűn viszi el őket egy útra. Mikor reggel felébrednek, a fa eltűnt, de a magok kicsíráztak.
Egy táviratból, amit a kórház küldött, a lányok megtudják, hogy édesanyjuk tervezett hazalátogatása elmarad, mert betegsége miatt a kórházban kell maradnia. Szacuki komolyan aggódni kezd és fél, hogy elveszítheti édesanyját és ráripakodik Meire. Mei megsértődik, úgy gondolja, hogy egészséges ételekkel meggyógyíthatja őt és egy cső kukoricával (amit ő maga szedett) gyalog indul el a kórházba, ami egy felnőttnek több óra járásra van.
Szacuki és szomszédai az eltűnt Mei keresésére indulnak, már a közeli tóban is keresik. Szacuki kétségbeesésében visszatér a kámforfához és Totoro segítségét kéri. Totoro boldogan segít és hívja a Cicabuszt, amely az elveszett Meihez viszi, majd lányokat át a környéken a kórházig utaztatja, mások számára láthatatlanul. A kórház melletti fán ülve hallják szüleik beszélgetését és kiderül, hogy csak egy kisebb megfázás miatt kellett anyjuknak a kórházban maradnia. Titokban az ablakpárkányra helyezik a kukoricát, ahol szüleik megtalálják, majd a Cicabuszon hazautaznak. Amikor a Cicabusz megérkezik, eltűnik a lányok szeme elől.
A záróképsorokban látható, hogy Mei és Szacuki édesanyja hazatért és a lányok más gyerekekkel játszanak, közben Totoro és barátai titokban figyelik őket.

## Szereplők
| Szereplő                                                   | Japán hang        | Angol hang                           | Angol hang                       | Magyar hang     |
| Szereplő                                                   | Japán hang        | 1. angol változat (Streamline, 1988) | 2. angol változat (Disney, 2005) | Magyar hang     |
| ---------------------------------------------------------- | ----------------- | ------------------------------------ | -------------------------------- | --------------- |
| Kuszakabe Szacuki (草壁 サツキ; Hepburn: Satsuki Kusakabe) | Hidaka Noriko     | Lisa Michelson                       | Dakota Fanning                   | Bálint Sugárka  |
| Kuszakabe Mei (草壁 メイ; Hepburn: Mei Kusakabe)           | Szakamoto Csika   | Cheryl Chase                         | Elle Fanning                     | Molnár Ilona    |
| Kuszakabe Tacuo (草壁 タツオ; Hepburn: Tatsuo Kusakabe)    | Itoi Sigeszato    | Greg Snegoff                         | Tim Daly                         | Rajkai Zoltán   |
| Kuszakabe Jaszuko (草壁 靖子; Hepburn: Yasuko Kusakabe)    | Simamoto Szumi    | Alexandra Kenworthy                  | Lea Salonga                      | Incze Ildikó    |
| Ókagi Kanta (大垣 勘太; Hepburn: Kanta Ōgaki)              | Amagasza Tosijuki | Kenneth Hartman                      | Paul Butcher                     | Berkes Bence    |
| Totoro (トトロ)                                            | Takagi Hitosi     | N/A                                  | Frank Welker                     | N/A             |
| Cicabusz (ネコバス; Nekobaszu; Hepburn: Nekobasu; Catbus)  | Tacuka Naoko      | Carl Macek                           | Frank Welker                     | N/A             |
| Kanta nagymamája                                           | Kitabajasi Tanie  | Natalie Core                         | Pat Carroll                      | Illyés Mari     |
| Kanta édesanyja                                            | Marujama Hiroko   | Melanie MacQueen                     | N/A                              | Törtei Tünde    |
| Micsiko (ミチコ; Hepburn: Michiko)                         | Brianne Siddall   | N/A                                  | N/A                              | Tamási Nikolett |
| További magyar hang                                        | Orosz István      | Orosz István                         | Orosz István                     | Orosz István    |

## Megvalósítás
Miután Mijazaki Hajao megírta és leforgatta a Nauszika – A szél harcosait (1984) és a Laputa – Az égi palotát (1986), megkezdte a Totoro – A varázserdő titka rendezését a Studio Ghibli számára. Mijazaki Takahata Iszaóval párhuzamosan dolgozott, aki a Szentjánosbogarak sírját forgatta. A Totoro – A varázserdő titkát Tokuma Jaszujosi executive producer finanszírozta.
Oga Kazuo rendezőművész rajzolta meg a film koncepciós rajzait, miután Mijazaki Hajao egy képet mutatott neki, amelyen Totoro egy szatojamán áll. A rendező vetélytársra lelt Ogában, míg Oga a forgatáson szerzett tapasztalatai nagyban megalapozták pályafutását a Studio Ghiblinél. Oga és Mijazaki a film színvilágát illetően kerültek vitába, Oga Akita prefektúra fekete talaját, míg Mijazaki a Kantó régió vörös talaját kívánta megjeleníteni a filmben. A végső munkát Szuzuki Tosio producer így jellemezte: „A természet lett lefestve tiszta színekkel.”
Totoro nem egy japán mitológiai alak, hanem teljes egészében Mijazaki képzelőerejének szüleménye. A lényt többféle állat, tanuki, macska és bagoly összegyúrásából alkották meg. Mei karakterének modellje Mijazaki unokahúga volt.

## Megjelenések

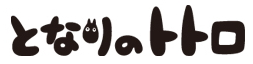
A Totoro – A varázserdő titka eredeti logója

### Japán
A Totoro – A varázserdő titka 1988. április 16-án került a japán mozikba, egy napon a Szentjánosbogarak sírjával. A két filmre egy jeggyel lehetett bejutni, és ezt tartják „az egyik legmegkapóbb, legrendkívülibb dupla jegynek, melyet valaha a közönség rendelkezésére bocsátottak”.

### Egyesült Államok
A film első angol szinkronját a Streamline Pictures készítette a Japan Airlines és Oneworld-partnerei számára 1988-ban. A jogokat a Troma Films és a Fox Video birtokolta, a filmet VHS-en és DVD-n is forgalmazta. Az Egyesült Államokban először a Tokuma Japan Communications Egyesült Államokbeli leányvállalata jelentette meg 1993. május 7-én My Friend Totoro címmel. A Nauszika – A szél harcosai durván átszerkesztett angol változata nagy csalódást jelentett Mijazaki számára, ezért a Totoro – A varázserdő titka egyik részének módosítását sem engedélyezte. Meg kellett hagyni a szereplők eredeti neveit (Cicabusz, angolul Catbus kivételével), a fordításnak olyan közel kellett állnia az eredeti szöveghez, amennyire csak lehetett, a film egyik részét sem lehetett módosítani sem kulturális, sem nyelvi okok miatt, ezért bizonyos részek problémát jelentettek a nézők számára, különösen a „Totoro” név eredtének elmagyarázása. Az első angol változatot John Daly, Derek Gibson és Jerry Beck társproducer készítették és VHS-en, illetve laserdisc-en volt kapható. Ez a változat volt a Tokuma egyetlen otthoni videózásra is megjelent filmje az Egyesült Államokban. 2004-ben a 20th Century Fox és a Troma jogai lejártak. A Disney újraszinkronizált változata 2005. október 23-án jelent meg és a 2005-ös Hollywood Film Festivalon is bemutatták. A változat televíziós vetítési jogait a Turner Classic Movies birtokolta, a televíziós premierre 2006. január 19-én került sor, a TCM eredeti nyelven angol felirattal is vetítette. DVD-n 2006. március 7-én jelent meg, 2010. március 2-án több Studio Ghibli-filmmel együtt megért egy újrakiadást DVD-n és Blu-ray discen is, azonban azóta elfogyott a készlet.

### Magyarország
Magyarországon egy tizenkét részes Studio Ghibli-sorozat tagjaként a Best Hollywood adta ki DVD-n 2007. október 2-án. A DVD magyar, japán és angol szinkron mellett magyar és angol feliratot is tartalmaz. Televízióban először az M2 televíziócsatorna vetítette 2008. május 3-án, majd később az M1 és a Digi Film is műsorára tűzte.

## Filmzene
A Tonari no Totoro Soundtrack 1988. május 1-jén jelent meg Japánban a Tokuma Shoten kiadásában. A CD a film Hiszaisi Dzsó által komponált betétdalai mellett öt, Inoue Azumi által énekelt dalt is tartalmaz. A lemez két újrakiadást is megélt 1996. november 21-én és 2004. augusztus 25-én.
| Tonari no Totoro Soundtrack dallista | Tonari no Totoro Soundtrack dallista                                                                                          | Tonari no Totoro Soundtrack dallista | Tonari no Totoro Soundtrack dallista | Tonari no Totoro Soundtrack dallista | Tonari no Totoro Soundtrack dallista | Tonari no Totoro Soundtrack dallista | Tonari no Totoro Soundtrack dallista | Tonari no Totoro Soundtrack dallista | Tonari no Totoro Soundtrack dallista |
| #                                    | Cím | Hossz                                |                                      |                                      |                                      |                                      |                                      |                                      |                                      |
| ------------------------------------ | --- | ------------------------------------ | ------------------------------------ | ------------------------------------ | ------------------------------------ | ------------------------------------ | ------------------------------------ | ------------------------------------ | ------------------------------------ |
| 1.                                   | Szanpo (főcímdal) (さんぽ; Hepburn: Sanpo; Stroll) (ének: Inoue Azumi)                                                        | 5:15                                 |                                      |                                      |                                      |                                      |                                      |                                      |                                      |
| 2.                                   | Gogacu no mura (五月の村; Hepburn: Gogatsu no mura; The Village in May)                                                       | 1:38                                 |                                      |                                      |                                      |                                      |                                      |                                      |                                      |
| 3.                                   | Obakejasiki! (オバケやしき!; Hepburn: Obakeyashiki!; A Haunted House!)                                                        | 1:23                                 |                                      |                                      |                                      |                                      |                                      |                                      |                                      |
| 4.                                   | Mei to szuszuvatari (メイとすすわたり; Hepburn: Mei to susuwatari; Mei and the Traveling Soot)                                | 1:34                                 |                                      |                                      |                                      |                                      |                                      |                                      |                                      |
| 5.                                   | Jugure no kaze (夕暮れの風; Hepburn: Yugure no kaze; Evening Wind)                                                            | 1:00                                 |                                      |                                      |                                      |                                      |                                      |                                      |                                      |
| 6.                                   | Kovakunai (こわくない; Hepburn: Kowakunai; Not Scared)                                                                        | 0:43                                 |                                      |                                      |                                      |                                      |                                      |                                      |                                      |
| 7.                                   | Omimai ni ikó (おみまいにいこう; Hepburn: Omimai ni ikō; Let’s Go to the Hospital)                                            | 1:22                                 |                                      |                                      |                                      |                                      |                                      |                                      |                                      |
| 8.                                   | Okaaszan (おかあさん; Hepburn: Okaasan; Mother) (ének: Inoue Azumi)                                                           | 1:06                                 |                                      |                                      |                                      |                                      |                                      |                                      |                                      |
| 9.                                   | Csiiszana obake (小さなオバケ; Hepburn: Chiisana obake; A Little Monster)                                                     | 3:54                                 |                                      |                                      |                                      |                                      |                                      |                                      |                                      |
| 10.                                  | Totoro (トトロ; Totoro) | 2:49                                 |                                      |                                      |                                      |                                      |                                      |                                      |                                      |
| 11.                                  | Cukamori no taidzsu (塚森の大樹; Hepburn: Tsukamori no taiju; The Huge Tree in the Tsukamori Forest)                          | 2:14                                 |                                      |                                      |                                      |                                      |                                      |                                      |                                      |
| 12.                                  | Maigo (まいご; A Lost Child) (ének: Inoue Azumi)                                                                              | 3:48                                 |                                      |                                      |                                      |                                      |                                      |                                      |                                      |
| 13.                                  | Kaze no torimicsi (instrumentális) (風のとおり道; Hepburn: Kaze no torimichi; The Path of Wind (Instrumental))                | 3:16                                 |                                      |                                      |                                      |                                      |                                      |                                      |                                      |
| 14.                                  | Zubunure obake (ずぶぬれオバケ; A Drenched Monster)                                                                           | 2:33                                 |                                      |                                      |                                      |                                      |                                      |                                      |                                      |
| 15.                                  | Cukijo no hikó (月夜の飛行; Hepburn: Tsukiyo no hikō; Moonlight Flight)                                                       | 2:05                                 |                                      |                                      |                                      |                                      |                                      |                                      |                                      |
| 16.                                  | Mei ga inai (メイがいない; Mei is Missing)                                                                                    | 2:31                                 |                                      |                                      |                                      |                                      |                                      |                                      |                                      |
| 17.                                  | Nekobaszu (ねこバス; Hepburn: Nekobasu; Catbus)                                                                               | 2:11                                 |                                      |                                      |                                      |                                      |                                      |                                      |                                      |
| 18.                                  | Jokattane (よかったね; Hepburn: Yokattane; I’m So Glad)                                                                       | 1:15                                 |                                      |                                      |                                      |                                      |                                      |                                      |                                      |
| 19.                                  | Tonari no Totoro (zárófőcímdal) (となりのトトロ; My Neighbor Totoro) (ének: Inoue Azumi)                                      | 4:14                                 |                                      |                                      |                                      |                                      |                                      |                                      |                                      |
| 20.                                  | Szanpo (さんぽ(合唱つき); Hepburn: Sanpo; Stroll) (ének: Inoue Azumi és a Szuginami Gyermekkorus (Szuginami Dzsidó Gassódan)) | 2:43                                 |                                      |                                      |                                      |                                      |                                      |                                      |                                      |
| 45:20                                | |                                      |                                      |                                      |                                      |                                      |                                      |                                      |                                      |

## Fogadtatás
Roger Ebert, a Chicago Sun-Times filmkritikusa a Totoro – A varázserdő titkát a „Great Movies” válogatásának részévé tette és Mijazaki Hajao egyik legkedvesebb munkájának nevezte. Ebert így jellemzi a filmet: „a Totoro – A varázserdő titka tapasztalaton, helyzeten és felfedezésen alapul – nem konfliktuson vagy fenyegetésen.” Hatását így jellemzi: „…nem fogja megnyerni a nemzetközi közönséget csak azért, mert melegszívű. Gazdag humorban a két feltűnően életszerű kislány nyomon követése révén… Egy kicsit szomorú, egy kicsit ijesztő, egy kicsit meglepő és egy kicsit informatív, ahogy maga az élet is. Egy helyzeten alapul nem egy történeten és az élet csodái, illetve a képzelőerő forrásai szolgáltatnak minden kalandot, amire szükséged van.”
Leonard Klady a Variety szórakoztatóipari magazin írója szerint a Totoro – A varázserdő titka nem demonstrál többet a „kellő televíziós technikai megoldásoknál”, egy sima családi történet, amely nem jelent veszélyt a Disney egyeduralmára. A filmet „tompított pasztellek, homogenizált képi stílus és üres cselekmény jellemezi”. Klady a film környezetéről így ír: „Egyértelműen a nemzetközi közönséget szólítja meg, a film különböző kultúrák dezorientáló kombinációját adja, amely egy senki földjére visz és sokkal összezavaróbb mint lenyűgözőbb.”
Stephen Holden a The New York Timestól a filmet „vizuálisan nagyon szépnek” találta és úgy érezte, hogy a film „nagyon elbűvölő” volt, amikor „szétáradt varázslata”. Kritizálta azonban, hogy a film nagy része „tele van tömény, gépies etyepetyével”.
Oga Kazuo stílusa az International Herald Tribune szerint „korszerűsíti a hagyományos japán animizmust a természetes világ érzésével, amely lélekben teljesen élő”. A film „egy olyan korban játszódik, amely egyszerre modern és nosztalgikus, egy fantasztikus, már különösen hihető világot teremt a modernitással együtt élő természetfeletti lényekkel. Oga hátterei minden fának, sövénynek és fuvallatnak az úton meghatározott melegségérzetet adnak, melyek készek átugrani az érzékelhető életbe.”
Matthew Leyland a Sight & Soundtól a 2006-os DVD-kiadás kritikájában írja, hogy „Mijazaki családi meséje feltűnően szegényes feszültségben, konfliktusokban és fordulatokban, s emiatt az elejétől a végéig félrevezető… ami megragadja a nézőt az a lányok minden gyerek számára érthető tettei, amint dolgoznak, játszanak és letelepednek új környezetükben.” Leyland dicsérte a film DVD-változatát, de megjegyezte, hogy a lemezről hiányzik a forgatásának képei, storyboardokban viszont túl bőséges.
A Totoro – A varázserdő titka  a 7. helyet szerezte meg minden idők 150 legjobb animációs filmjét és sorozatát tartalmazó listáján, amelyet a 2003-as Tokiói Laputa Animációs Fesztiválra készítettek el egy nemzetközi szintű felmérés során, 140 animációs művész és kritikus megkérdezésével. A Japán Kulturális Ügyekért Felelős Hivatal egy 2007-es közönségszavazásán a Totorót az 1980-as évek harmadik legjobb japán animációs filmjének és minden idők nyolcadik legjobb japán animációjának választották. 2010-ben az Empire magazin „The 100 Best Films Of World Cinema” 100 legjobb nem angol nyelvű filmet tartalmazó összeállításában a 41. helyet érte el.
Phillip E. Wegner szerint megeshet, hogy a film egy alternatív történelemben játszódik.
2012 novemberében a Rotten Tomatoes filmkritikai oldal 90%-os pozitív értékelési arányt állapított meg 29 kritika alapján, átlagosan 8,1/10-es értékeléssel. A Time Out munkatársai a 3. helyre sorolták a filmet a 100 legjobb animációs filmet tartalmazó listájukon. A Total Film 75 legnagyobb animációs filmjét tartalmazó listáján a 6. helyet érte el.
A címszereplő, Totoro az IGN minden idők 25 legkiválóbb animeszereplőjét tartalmazó listáján a 24. helyet érte el.

## Kulturális hatás

Totoro a Toy Story 3.-ban

A Totoro – A varázserdő titka hozzájárult, hogy a japán animáció nemzetközi megvilágításba kerüljön és író-rendezőjét, Mijazaki Hajaót elindította a siker felé vezető úton. A film központi szereplője, Totoro a japán gyerekek között olyan híressé vált, mint nyugaton Micimackó. A The Independent Totoróban az egyik legnagyszerűbb rajzfilmszereplőt vélte felfedezni és így jellemezte: „Egyszerre ártatlan és félelmetes, Totoro király jobban elrabolja a gyermekkor ártatlanságát és varázsát, mint Mijazaki bármely más mágikus teremtménye”. A Financial Times a szereplő vonzerejét fedezte fel: „[Totoro] sokkal hitelesebben szerethető, mint amennyire Mickey egér a legvadabb képzeteiben remélhetné”.
Az Ambio környezeti folyóirat a Totoro – A varázserdő titka hatásáról így ír: „Nagy szolgálatot tett, mint egy hatalmas erő, mely arra a pozitív érzésre összpontosít, hogy a japánok fenntartsák a szatojamát és a hagyományos falusi életet.” A film központi szereplőjét, Totorót kabalaként használta a japán „Totoro Hometown Fund Campaign”, a szaitamai szatojama területeinek megőrzése érdekében.  Az 1990-ben, a Totoro – A varázserdő titka megjelenése után létrejött alapítvány 2008 augusztusában egy aukciót tartott a Pixar Animation Studios-ban, ahol 210 eredeti, a film által inspirált festményt, rajzot és szobrot árvereztek el.
Totoro megjelent több Studio Ghibli-filmben is, mint a Pom Poko – A tanukik birodalma, Kiki – A boszorkányfutár és a A könyvek hercege, emellett különböző animesorozatokban és filmekben is felbukkan, köztük a Gainax Karesi kanodzso no dzsidzsó sorozatában. Totoro a nyugati filmvilágban is megjelenik, köztük a Comedy Central Firka Villa című sorozatában, a South Park Képzeletfölde epizódjaiban, mint háttérszereplő. Neil Gaiman The Sandman: Brief Lives művében, ahol Delirium buborékokat lő számos abszurd alakra, köztük egy esernyőt tartó Totoróra. Totoro – A varázserdő titkát a South Park parodizálta is a Mysterion visszatér című epizódban, ahol Eric Cartman a sötét úr, Cthulhu hasán játszik és később a dimenziók közötti szörnyre zuhan, miközben a film betétzenéje hallható. Mijazaki felhasználta Totorót a Studio Ghibli logójához is. A Gintama manga 9. kötetében utalnak a „My Neighbor Pedro” című filmre, míg a Szamuráj Jack rajzfilmsorozat Jack and the Creature című epizódja tiszteleg a film előtt. Egy Totoro plüssjáték látható volt a Pixar Toy Story 3. filmjében.

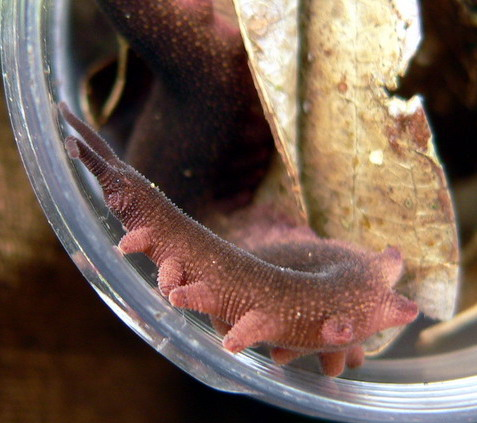
Az Eoperipatus totoro karmos féreglábú Vietnámból

A szuszuvatarik (koromgolyócskák) megjelennek Mijazaki Chihiro Szellemországban című filmjében, a Ponyo a tengerparti sziklán filmjében pedig a nyitódal tesz rájuk utalást.
A Ni no kuni videójátékban feltűnik egy nem játszható karakter, My Neighbour Tomtoro. Bár nem cameo, a névhasználat egy easter eggnek tekinthető, mivel a Studo Ghibli készítette a játék átvezető animációit.
Egy főövbeli aszteroidát 10160 Totoro névre kereszteltek a központi szereplő után.
2013-ban egy újonnan felfedezett vietnámi karmos féreglábú, az Eoperipatus totoro Pavel V. Kvartalnov, Eduard A. Galoyan és Igor V. Palko kérésére Totoro után kapta a nevét, az állat filmben látott soklábú járművekhez – cicabuszok – való hasonlósága miatt.

## További média

### Könyvek
Egy négykötetes ani-manga könyvsorozatot, amely a filmből vesz színes képeket és sorokat, 1988 májusában jelentetett meg a Tokuma Shoten. A Észak-Amerikában a Viz Media adta ki angol nyelven 2004. november 10. és 2005. február 15. között.
Egy 112 oldalas, a fiatal olvasóknak szánt könyvet 2005. november 8-án adott ki a Viz Media. Ugyanezen a napon a Viz Media egy 176 oldalas művészeti albumot is megjelentetett a film vázlatrajzaival és interjúkkal a forgatóstáb tagjaival.

### Anime kisfilm
A Mei to Konekobaszu (めいとこねこバス; Hepburn: Mei to Konekobasu; Mei and the Kittenbus) a Totoro – A varázserdő titka 14 perces folytatása, írta és rendezte Mijazaki Hajao. A film Kuszakabe Mei egy éjszakai kalandját mutatja be Cicabusszal és más macskaszerű járművekkel. Meit ebben a kisfilmben is Szakamoto Csika szólaltatja meg, Mijazaki pedig saját maga adta a Cicanagyi (Neko Ba-csan) és Totoro hangját is.
2003-ban jelent meg Japánban és a Ghibli Múzeumban volt rendszeresen látható, de otthoni videózásra nem jelent meg. Az Egyesült Államokban 2006-ban mutatták be Mijazaki Chihiro Szellemországban című filmjének amerikai megjelenése alkalmából, és a Juvenile Diabetes Research Foundation tőkealapításán, néhány nappal később.